# Иннокентий (Паскевич)
Архиммандрит Иннокентий (в миру Иоанн Паскевич; 1722 — после 1804) — русский проповедник, иеромонах и келарь Троице-Сергиевой лавры.
Родился в семье польского (белорусского) шляхтича.
Был учителем еврейского языка в Троице-Сергиевой семинарии, постригся в 1745 году, 3 апреля 1753 года назначен келарем Троице-Сергиевой лавры. Среди его учеников — митрополит московский Платон (Левшин), на которого отец Иннокентий оказал некоторое духовное влияние.
Один из проповедников эпохи Елизаветы Петровны; известны две его проповеди — на день преподобного Сергия «Слово в Троице-Сергиевой Лавре» (1747) и на 8 декабря 1750 года с похвалами императрице.
В 1758—1759 годах был настоятелем Троицкого Макарьева монастыря; оставил должность по состоянию здоровья. Уволен на покой в Тверскую епархию, причём за былые заслуги ему сохранили келарское жалованье — 100 рублей в год.